# طواف إيطاليا 2003
طواف إيطاليا 2003 هو سباق دراجات هوائية أقيم في إيطاليا بتاريخ 10 مايو إلى 1 يونيو، تكون السباق من 21 مرحلة وامتدّ لمسافة 3476.5 كم بسرعة 38.828 كم/س، استغرق السباق 89 ساعة 32 دقيقة 09 ثانية. فاز به الإيطالي جيلبرتو سيموني.